# Tabacheră

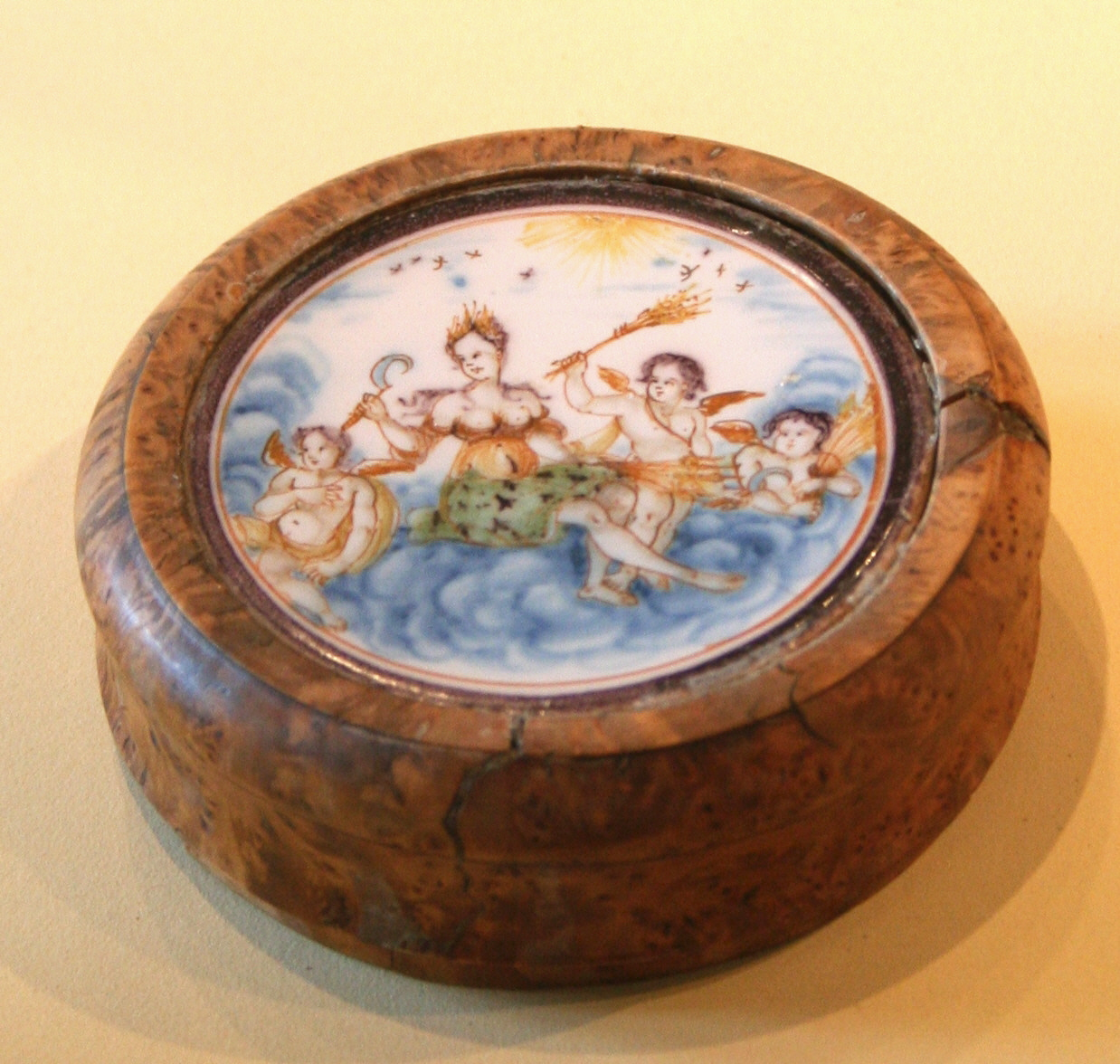
Tabacheră pentru tutun, Musée de la Faïence, Marsilia

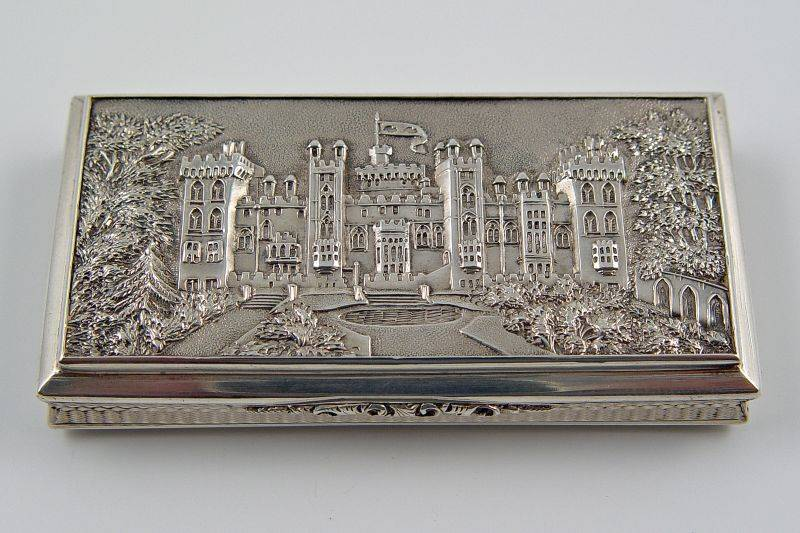
Tabacheră de argint pentru țigări din epoca victoriană cu imaginea castelului Windsor

O tabacheră (din franceză tabatière, anterior tabaquière) este o cutie de mici dimensiuni pentru depozitarea tutunului sau a țigărilor. Ea a fost deosebit de populară în secolul al XVIII-lea și era deseori bogat decorată cu email, nichel, fildeș și chihlimbar, iar unele aveau încrustate pietre prețioase și semiprețioase.
Tabachera utilizată pentru depozitarea tutunului avea de cele mai multe ori o formă rotundă și despărțituri pentru diferite sortimente de tutun, iar tabachera pentru țigări avea o formă dreptunghiulară și o bandă de cauciuc sau din alt material care prevenea deplasarea și deformarea țigărilor.
Una dintre tabacherele cele mai cunoscute este tabachera regelui prusac Frederic cel Mare, care i-a salvat viața în bătălia de la Kunersdorf (1759), oprind un glonte ostil.